# Нар
Нар или мограњ (Punica granatum) је плодоносни листопадни грм из породице Lythraceae, подфамилија Punicoideae, који расте између 5 и 10 m у висину. Нар је богат симболичким и митолошким асоцијацијама у многим културама.
Нар је пореклом из региона који се протеже од Ирана до северне Индије, и гаји се од давнина у читавом медитеранском региону. У шпанску Америку је уведен крајем 16. века, а у Калифорнију су га донели шпански насељеници 1769. године. Широко се гаји широм Западне Азије и региона Кавказа, јужне Азије, централне Азије, северне и тропске Африке, сушнијих делова југоисточне Азије и Медитеранског басена. Воће је типично у сезони на јужној хемисфери од марта до маја, а на северној хемисфери од септембра до фебруара.
Ово воће је обично у сезони на северној хемисфери од октобра до фебруара, а на јужној хемисфери од марта до маја. Као нетакнути саркотест или сок, нар се користи у печењу, кувању, мешавинама сокова, гарнирима за оброке, смудијима и алкохолним пићима, попут коктела и вина.
Данас се широко гаји широм региона Блиског истока и Кавказа, северне и тропске Африке, Индијског потконтинента, Централне Азије, сувљих делова југоисточне Азије и делова Средоземног басена. Такође се гаји у деловима Аризоне и долини Сан Хоакин у Калифорнији. У 20. и 21. веку он је постао чешће заступљен у продавницама и на тржиштима Европе и западне хемисфере.

## Опис
Грм или мало дрво које расте 5—10 m (16—33 ft) високо, нар има више бодљикавих грана и изузетно је дуговечан, а неки примерци у Француској преживе 200 година. Листови P. granatum су насупротни или приближно насупротни, сјајни, уски, дугуљасти, дуги 3–7 cm и широки 2 cm. Цветови су светло црвени и пречника 3 cm (1 1⁄4 in), са три до седам латица. Неке бесплодне сорте гаје се само ради цветова.

### Воће, саркотеста и семе
Љуска плода нара је црвено-љубичасте боје и има два дела: спољни, тврди перикарп и унутрашњи, сунђерасти мезокарп (бели „албедо”), који обухвата унутрашњи зид плода за који је везано семе. Мембране мезокарпа су организоване као несиметричне коморе које садрже семе унутар саркотесте, које нису везане за мезокарп. Саркотеста је опкољена танком мембраном епидермалних ћелија семена и садржи сок. Број семена нара може да варира од 200 до око 1.400.
Ботанички гледано, јестиви плод је бобица са семеном и пулпом настао из плодника једног цвета. Плод је средње величине између лимуна и грејпфрута, пречника 5–12 cm, заобљеног облика и густе црвенкасте љуске.
У зрелом воћу, сок добијен компресовањем семена даје киселкасти укус због ниског pH (4,4) и високог садржаја полифенола, што може проузроковати црвену неизбрисиву мрљу на тканинама. Првенствено, пигментација сока од нара произилази из присуства антоцијанина и елагитанина.

## Култивација
се гаји због воћних култура и као украсно дрвеће и грмље у парковима и баштама. Зрели примерци могу развити скулптуралне вишеструке трупове од увијене коре и препознатљив свеукупни облик. Нар је отпоран на сушу и може се гајити у сувим подручјима са медитеранском зимском климом или у летњим кишним климатским условима. У влажнијим подручјима могу бити склони пропадању корена од гљивичних болести. Нар може да толерише умерени мраз, до око −12 °C (10 °F).
Kао и многе воћне врсте нар нападају лисне ваши и штитасте ваши. Инсекти штеточине нара обухватају још нарског лептира Virachola isocrates и листну бубу Leptoglossus zonatus, а воћне муве и мраве привлачи необрано зрело воће. Нар се лако развија из семена, али се обично размножава од 25 до 50 cm дугих резница тврдог дрвета како би се избегле генетске варијације садница. Ваздушно полегање је такође опција за размножавање, док калемљење не успева.

### Варијетети
је патуљаста сорта P. granatum која се популарно сади као украсна биљка у баштама и већим контејнерима, и користи се као бонсај узорак дрвета. То би могао бити и дивљи облик различитог порекла. Нару је додељена награда за баштенске заслуге Краљевског хортикултурног друштва.
Једина друга врста у роду Punica је Socotran pomegranate (P. protopunica), која је ендемска за Сокотрански архипелаг од четири острва смештена у Арабијском мору, од којих је највеће острво познато и као Сокотра. Та територија је део Јемена. Разликује се по томе што има ружичасто (не црвено) цвеће и мање, мање слатко воће.

### Култивари
P. granatum има више од 500 именованих култивара, али очигледно има значајну синонимију у којој је исти генотип различито именован у различитим регионима света.
Неколико карактеристика између генотипова нара варира у погледу идентификације, преференција потрошача, жељене употребе и маркетинга, од којих су најважније величина плода, боја егзокарпа (у распону од жуте до љубичасте, са ружичастом и црвеном најчешће), боја омотача семена (у распону од белог до црвеног), тврдоћа семена, зрелост, садржај сока и његову киселост, слаткоћу и опорост.

## Производња и извоз
Водећи светски произвођачи су Индија и Кина, а следе Иран, Турска, Авганистан, САД, Ирак, Пакистан, Сирија и Шпанија. Током 2019. године, Чиле, Перу, Египат, Израел, Индија и Турска испоручивали су нар на европско тржиште. Чиле је био главни снабдевач тржишта Сједињених Држава, које има ограничену понуду из јужне Калифорније. Кина је била самодовољна за снабдевање наром у 2019. години, док је остала тржишта јужне Азије снабдевала углавном Индија. Производња и извоз нара у Јужној Африци надметали су се са пошиљкама из Јужне Америке у 2012–18, са извозним дестинацијама укључујући источну Европу, Блиски исток, Уједињено Краљевство и Русију. Јужна Африка увози нар углавном из Израела.

## Историја
Нар је пореклом из региона од данашњег Ирана до северне Индије. Нар се узгаја широм Блиског истока, Индије и Медитерана већ неколико миленијума, а такође се узгаја у Централној долини Калифорније и Аризони. Могуће је да је нар био припитомљен још у петом миленијуму пре нове ере, пошто је био једно од првих воћака које су припитомљене у источном Медитеранском региону.
Карбонизовани егзокарп плода је идентификован у нивоима из раног бронзаног доба Тел ес-Султана (Јерико) на Западној обали, као и нивоима касног бронзаног доба Хала Султан Теке на Кипру и Тиринсу. Велики, суви нар пронађен је у гробници Дехутија, батлера краљице Хатшепсут у Египту. Месопотамски записи писани клинастим писмом помињу нар од средине трећег миленијума пре нове ере надаље. Натопљени остаци нара идентификовани су на олупини брода Улубурун из 14. веку пре нове ере код обала Турске. Остала роба на броду укључује парфем, слоновачу и златни накит, што сугерише да се нар у то време можда сматрао луксузном робом. Други археолошки налази остатака нара из касног бронзаног доба пронађени су првенствено у елитним резиденцијама, што иде у прилог овом закључку.
Нар је такође екстензивно узгајан у јужној Кини и југоисточној Азији, било да се првобитно ширио дуж пута свиле или су га донели поморски трговци. Кандахар је познат у Авганистану по висококвалитетним наровима.
Иако није пореклом из Кореје или Јапана, нар се тамо широко узгаја и развијене су многе сорте. Широко се користи за бонсај због свог цвећа и због необично уврнуте коре коју старији примерци могу да поприме. Термин „балаустин“ ((лат. balaustinus)) се такође користи за нар-црвене боје.
Шпански колонисти су касније увели ово воће на Карибе и Америку (Шпанска Америка), док је у енглеским колонијама био устаљен у мањој мери: „Немој да користиш нар негостољубиво, странац који је дошао тако далеко да ти ода почаст", написао је енглески квекер Питер Колинсон ботаничару Џону Бартраму у Филаделфији, 1762. године. „Посади га уз бок своје куће, причврсти га уз зид. На тај начин дивно успева код нас, лепо цвета и доноси плодове ове вреле године. Имам двадесет четири на једном дрвету... Доктор Фотергил каже да је ово стабло најздравије за човечанство.”
Нар је као егзотично воће унео у Енглеску прошлог века, Џон Траскант старији, али разочарање што тамо није донео плод довело је до његовог поновног увођења у америчке колоније, чак и у Нову Енглеску. Увођење је било успешно на југу: Бартрам је добио буре нарова и поморанџи од дописника из Чарлстона, Јужна Каролина, 1764. Џон Бартрам је јео „укусне“ нарове са Нобл Џонсом на плантажи Вормсло, у близини Саване, Џорџија, у септембру 1765. године. Џеферсон је засадио нар у Монтичелу 1771; имао их је од Џорџа Вајта од Вилијамсбурга.

## Здравствене погодности нара
100 милилитара нара садржи чак 16% потребне дневне количине витамина Ц за одраслу особу и такође је добар извор пантоненске киселине, калијума и антиоксидантних полифенола. Прелиминарна научна истраживања су открила да сок од нара умањује факторе ризика од срчаних болести који могу водити артеросклерози и кардиоваскуларним болестима. Израелски научници су открили да узимање 2 унце (око 56 грама) сока од нара дневно у периоду од годину дана доводи до смањења горњег крвног притиска за око 21% и знатно појачава ток крви у срце.

## Употреба

### Кулинарска примена
Сок од нара може бити сладак или кисеo, али већина воћа је умереног укуса, са киселим нотама киселих елагитанина садржаних у соку. Сок од нара је дуго био уобичајено пиће у Европи и на Блиском истоку, а дистрибуира се широм света. Сок од нара се такође користи као састојак за кување. У Сирији се сок од нара додаје како би се појачао укус неких јела као што је кибех сафарјалијех.
Гренадин сируп, који се обично користи у коктелу, првобитно се састојао од згуснутог и заслађеног сока од нара, али је данас типично сируп направљен само од шећера и комерцијално произведених природних и вештачких арома, конзерванса и боја за храну, или користећи замену за воће (нпр. бобице).
Пре него што је парадајз (воће Новог света) стигао на Блиски исток, сок од нара, меласа од нара и сирће су били нашироко коришћени у многим иранским намирницама и још увек се налазе у традиционалним рецептима као што је фесенџан, густи сос направљен од сока од нара и млевених ораха, обично нанесен кашиком преко патке или друге живине и пиринча, и у аше анару (супи од нара).
Семе нара се користи као зачин познат као анар дана (од перс. anar + dana, нар + семе), највише у индијској и пакистанској кухињи. Осушено цело семе се обично може набавити на пијацама етничких Индијаца. Ове семенке се одвајају од меснате масе, суше 10-15 дана и користе као кисели агенс за припрему чатнија и карија. Користи се и млевена анардана, што резултира дубљим укусом јела и спречава да се семе заглави у зубима. Семе сорте дивљег нара познате као дару са Хималаја сматра се висококвалитетним извором овог зачина.
Осушене семенке нара, које се могу наћи на неким пијацама природних специјалитета, још увек садрже мало преостале воде, одржавајући природан слатки и киселкаст укус. Осушене семенке се могу користити у неколико кулинарских апликација, као што су треил микс, гранола полуге, или као прелив за салату, јогурт или сладолед.
У Турској се сос од нара (тур. nar ekşisi) користи као прелив за салату, за маринирање меса или једноставно за пиће. Семе нара се такође користи у салатама, а понекад и као украс за десерте као што је гулач. Сируп од нара, који се назива и меласа од нара, користи се у мухамари, печеној црвеној паприци, ораху и белом луку популарном у Сирији и Турској.
У Грчкој, нар се користи у многим рецептима, укључујући коливозоуми, кремасти бујон од куване пшенице, нара и сувог грожђа, салати од махунарки са пшеницом и наром, традиционалном блискоисточном јагњећем кебабу са глазуром од нара, нарско патлиџанско слатко, и авокадно-нарском сосу. Од нара се прави и ликер, а као популарна воћна посластица користи се као прелив за сладолед, конзумира се помешан са јогуртом или се маже као џем на тост.
У Мексику се семенке нара обично користе за украшавање традиционалног јела чили ен ногада, у коме представља црвену боју мексичке заставе у јелу која евоцира зелену (поблано бибер), белу (ногада сос) и црвену (семенке нара) тробојку.

### Друге употребе
Кожице нара могу се користити за бојење вуне и свиле у индустрији тепиха.

## Исхрана
Јестиви део сировог нара је 78% вода, 19% угљени хидрати, 2% протеини и 1% масти (табела). Порција од 100 g (3,5 oz) саркотесте од нара обезбеђује 12% дневне вредности (ДВ) за витамином Ц, 16% ДВ за витамином К и 10% ДВ за фолатом (табела). Семе нара је богат извор дијеталних влакана (20% ДВ) која се у потпуности налазе у јестивим семенкама.

## Истраживање

### Фитохемикалије

#### Обрада
Фенолни садржај сока од нара се разграђује техникама прераде и пастеризације.

#### Сок
Најзаступљеније фитохемикалије у соку од нара су полифеноли, укључујући хидролизујуће танине зване елагитанини који настају када се елагинска киселина и гална киселина вежу са угљеним хидратима и формирају нарске елагитанине, такође познате као пуникалагини. Црвена боја сока се приписује антоцијанинима, као што су делфинидин, цијанидин и гликозиди пеларгонидина. Генерално, повећање пигментације сока се јавља током зрења воћа.

#### Кора
Кора нара садржи велику количину полифенола, кондензованих танина, катехина и проделфинидина. Већи садржај фенола у кори даје екстракте за употребу у дијететским суплементима и конзервансима за храну.

#### Семе
Уље семенки нара садржи пуницинску киселину (65%), палмитинску киселину (5%), стеаринску киселину (2%), олеинску киселину (6%) и линолну киселину (7%).

### Здравствене тврдње
Упркос ограниченим подацима истраживања, произвођачи и продавци сока од нара су обилно користили резултате прелиминарних истраживања за промовисање производа. У фебруару 2010. године, FDA је издала писмо упозорења једном таквом произвођачу, POM Wonderful, због коришћења објављене литературе за незаконите тврдње о недоказаним ефектима против болести.
У мају 2016, америчка Федерална трговинска комисија је објавила да POM Wonderful не може да наводи здравствене тврдње у свом оглашавању, након чега је уследила одлука Врховног суда САД којом је одбијен захтев компаније да преиспита судску пресуду, подржавајући одлуку FTC-а.

## Симболизам

### Древни Египат
Стари Египћани су сматрали нар симболом просперитета и амбиције. Помињали су га семитским називима јнхм или нхм. Према Еберсовом папирусу, једном од најстаријих медицинских списа из око 1500. године пре нове ере, Египћани су користили нар за лечење пантљичаре и других инфекција.

### Античка и модерна Грчка
Нар је приказан на кованицама из Сидеа, јер је Сиде био назив за нар на локалном језику, што је и име града. Древни грчки град Сиде налазио се у Памфилији, некадашњој области на јужној медитеранској обали Мале Азије (данашња провинција Анталија, Турска).
Грци су били упознати са воћем дуго пре него што је унето у Рим преко Картагине, и оно се појављује у бројним митовима и уметничким делима. У старогрчкој митологији, нар је био познат као „плод мртвих“, а веровало се да је настао из Адонисове крви.
Мит о Персефони, богињи подземног света, уочљиво истиче њену конзумацију семенки нара, због чега сваке године проведе одређени број месеци у подземном свету. Број семнки, а самим тим и месеци варирају. Током месеци док Персефона седи на престолу подземног света поред свог мужа Хада, њена мајка Деметра је туговала и више није давала плодност земљи. Ово је било древно грчко објашњење за годишња доба.
Према Карлу А. П. Руку и Дени Стејплсу, коморни нар је такође сурогат за наркотичку капсулу мака, са својим упоредивим обликом и унутрашњошћу коморе.
У једном другом грчком миту, девојка по имену Сиде („нар“) убила се на гробу своје мајке како би избегла силовање од стране сопственог оца Иктина. Њена крв се претворила у стабло нара.
У петом веку пре нове ере, Поликлет је узео слоновачу и злато да би у свом храму извајао аргоску Херу која седи. У једној руци је држала скиптар, а у другој понудила нар, као „краљевску куглу“. „О нару не смем ништа да кажем“, шапутао је путник Паусанија у другом веку, „јер је његова прича донекле света мистерија.“ Нар има чашицу у облику круне. У јеврејској традицији, на њу се гледало као на оригинални „дизајн“ праве круне.
Унутар Херајиона на ушћу реке Селе, близу Пестума, Велика Грчка, налази се капела посвећена Мадони дел Гранато, „Госпи од нара“, „која због свог епитета и атрибута нара мора бити Хришћански наследник старогрчке богиње Хере“, примећује ескаватор Херејона са Самоса, Хелмут Кирилеис.
У модерним временима, нар још увек има снажно симболичко значење за Грке. Приликом куповине новог дома уобичајено је да гост у кући донесе као први поклон нар, који се ставља испод иконостаса куће (кућног олтара), као симбол обиља, плодности и среће. Када Грци обележавају помен својих мртвих, као приносе праве кољиво, која се састоји од куваног жита, помешаног са шећером и украшеног наром. Украси од нара за дом су веома чести у Грчкој и продају се у већини продавница кућне робе.

### Древни Израел и јудаизам

#### Хебрејска Библија
Неки јеврејски научници верују да је нар био забрањено воће у Рајском врту.
Нар је био познат у Древном Израелу као плод који су извиђачи доносили Мојсију да покажу плодност „Обећане земље“. Књига Изласка описује меил („одежду Ефода”) коју је носио јеврејски првосвештеник тако да има нар извезен на порубу, наизменично са златним звонима, која су се могла чути док је првосвештеник улазио и излазио из Светиње над светињама. Према Књигама о краљевима, капители двају стубова (Јакин и Боаз) који су стајали испред Соломоновог храма у Јерусалиму били су урезани наровима. Сматра се да је Соломон дизајнирао своју круну на основу „круне“ (чашице) нара.
Нар је једна од седам врста (хебрејски: שבעת המינים, Shiv'at Ha-Minim) воћа и житарица набројаних у Хебрејској Библији (Deuteronomy 8:8) као посебни производи земље Израела, а нар се помињу и у Соломоновим песмама шест пута и присутан је овај конкретан цитат: „Твоје су усне као скерлетна нит, а твој говор је лепушкаст: слепоочнице су твоје као парче нара у твојим праменовима.“ (Song of Solomon 4:3).

#### Историјска и традиционална употреба
Нар се појавио на древним новчићима Јудеје, погледајте кованице Хасмонеја, Херодијана и Прве јеврејске побуне.
Дршке свитака Торе, када се не користе, понекад су прекривене украсним сребрним глобусима сличним по облику нар (Тора римоним).
Конзумирање нара на Рош Хашану, јеврејску Нову годину, традиционално је јер са својим бројним семенкама симболизује плодност.

#### Талмуд и Кабала
За нар се каже да има 613 семенки које представљају 613 заповести Торе, али је то погрешно схватање. За ову тврдњу нема јасног извора, иако се у Талмуду користи као метафора за бројна добра дела.

### У европским хришћанским мотивима
У најранијој непобитној појави Христа у мозаику, подном мозаику из четвртог века из Хинтон Сент Мери у Дорсету, који се сада налази у Британском музеју, Христова биста и Христограм (хи ро) су окружени наровима. Нар је и даље мотив који се често налази у хришћанској верској декорацији. Често су нареви уткани у тканину одежди и литургијских завеса или су уткане у металне радове. Нар се појављује на многим религиозним сликама попут радова Сандра Ботичелија и Леонарда да Винчија, често у рукама Девице Марије или малог Исуса. Плод, сломљен или распрснут, симбол је пуноће Исусовог страдања и васкрсења.

### У исламу
Поглавље 55 Курана помиње нар као „услугу“ међу многима које се нуде онима који се покоравају „Господару“ у „два врта“.

### Јерменија
Нар је једно од главних воћа у јерменској култури (поред кајсија и грожђа). Његов сок се користи уз јерменску храну и вино. Нар је симбол у Јерменији, који представља плодност, обиље и брак. Такође је полурелигијска икона. На пример, воће је играло саставну улогу у свадбеном обичају који се широко практиковао у древној Јерменији; невеста је добијала плод нара, који је бацила на зид и разбила га на комаде. Расута зрна нара осигуравала су невести будућу децу.
Боја нара, филм редитеља Сергеја Парајанова, је биографија јерменског ашуга Сајат-Нове (Краља песме) која покушава да визуелно и поетски, а не дословно, открије песников живот.

### Азербејџан
Сваке јесени у граду Гојчај одржава се Гојчајски фестивал нара.

### Кина
Унесен у Кину током династије Хан (206. п. н. е. – 220. године нове ере), нар, у старија времена, сматран је амблемом плодности и бројног потомства. Слике зрелог воћа са семенкама које пуцају често су биле окачене у домовима како би дале плодност и благословиле стан бројним потомством, што је важан аспект традиционалне кинеске културе.
У модерно доба, Си Ђинпинг је користио нар да симболизује националну кохезију и етничко јединство, позивајући кинеско становништво да се „држи заједно као семенке нара“.

### Индија
У неким хиндуистичким традицијама, нар (санскрит: dāḍima) симболизује просперитет и плодност, и повезан је и са Буми (богиња земље) и Ганеша (оним који воли воће са много семена).

### Иран
На персијском, нар је познат као anar. На рељефу из Персеполиса, Дарије Велики држи цвет нара са два пупољка. Овај ахеменидски краљ прима представнике свих подређених земаља Великог Ирана, док у руци држи велики цвет у знак мира и пријатељства.
Нар је симбол плодности, благослова и наклоности у иранском веровању. Нар је свет у зороастријској религији и Зороастријанци су га користили у својим верским ритуалима. Жута боја прашника нара симболизује сунце и светлост.

### Курдска култура
Нар је важно воће и симбол у курдској култури. Прихваћен је као симбол обиља и свети плод древних курдских религија. Нар се користи као симбол обиља на курдским ћилимима.

## Галерија
- Цвет нара пре пада латица
- Чашице нара и сушећи прашници након оплодње и опадања латица
- Настанак воћа
- Нар
- Полу-ољуштени нар
- Свеже семе нара откривено љуштењем
- Плод нара
- Свеже семе нара откривено љуштењем